# Vellore (huyện)
Huyện Vellore là một huyện thuộc bang Tamil Nadu, Ấn Độ. Thủ phủ huyện Vellore đóng ở Vellore. Huyện Vellore có diện tích 6077 ki lô mét vuông. Đến thời điểm năm 2001, huyện Vellore có dân số 3482970 người.